# Hardangerjøkulen
L'Hardangerjøkulen és la sisena glacera més gran de la Noruega continental. Es troba en els municipis d'Eidfjord i Ulvik, al comtat de Hordaland. Es troba a uns 16 quilòmetres al nord-est de la localitat d'Eidfjord, a uns 5 quilòmetres al sud de Finse, i a prop de 20 quilòmetres a l'oest de Haugastøl. La glacera és fàcilment accessible des del nord a l'hivern, des del poble de Finse.
El punt més elevat de la glacera es troba a 1.863 msnm, i és el punt més alt del comtat de Hordaland. El seu punt més baix és de 1.050 msnm. La glacera fa un gruix mitjà de 380 metres, més gran com més amunt es troba.
La pel·lícula del 1980 Star Wars episodi V: L'Imperi contraatacaes va rodar a l'Hardangerjøkulen, per a les escenes del planeta gelat d'Hoth, incloent una memorable batalla a la neu.